# ويليام سي. كافاناف
ويليام سي. كافاناف هو شخصية أعمال وسياسي أمريكي، ولد في 26 مايو 1914، وتوفي في 8 مارس 1991. نشط حزبياً في الحزب الجمهوري. وقد انتخب عضو جمعية ولاية ويسكونسن ‏.